# Эвинакумаб
Эвинакумаб — лекарственный препарат, моноклональное антитело для лечения гомозиготной семейной гиперхолестеринемии. Одобрен для применения: США (2021).

## Механизм действия и разработка
Ингибирует ANGPTL3. Эвинакумаб связывается с ангиопоэтин-подобным белком 3 (ANGPTL3). ANGPTL3 замедляет работу некоторых ферментов, расщепляющих жиры в организме. Эвинакумаб блокирует ANGPTL3, позволяя быстрее расщеплять жиры, которые приводят к высокому уровню холестерина.
Компания Regeneron разработала эвинакумаб, используя технологию VelocImmune® — запатентованную генно-инженерную платформу для мышей, наделенных генетически гуманизированной иммунной системой для производства оптимизированных полностью человеческих моноклональных антител.

## Показания
- дополнительная терапия гомозиготной семейной гиперхолестеринемии у пациентов с 12 лет[4].

## Противопоказания
- Гиперчувствительность

## Беременность
- Женщины детородного возраста во время лечения и 5 мес. после него должны использовать методы контрацепции.[4]

## Способ применения
- Внутривенная инфузия.

## Побочные эффекты
К распространённым побочным эффектам относятся назофарингит (простуда), гриппоподобное заболевание, головокружение, ринорея (насморк) и тошнота. В клинических испытаниях Evkeeza наблюдались серьёзные реакции гиперчувствительности (аллергические).